# Будапештська зубчаста залізниця
Будапештська зубчаста залізниця (угор. Budapesti Fogaskerekű Vasút)  або (Трамвайна лінія № 60 міста Будапешт) — одноколійна зубчаста залізниця в Будапешті, столиці Угорщини. Вона діє від станції Варошмайор, біля Площа Кальмана Селла до кінцевої зупинки на горі Сечені. Залізниця інтегрована у систему громадського транспорту міста Будапешт під назвою трамвайної лінії № 60. Експлуатується Будапештською транспортною компанією BKV

## Історія створення

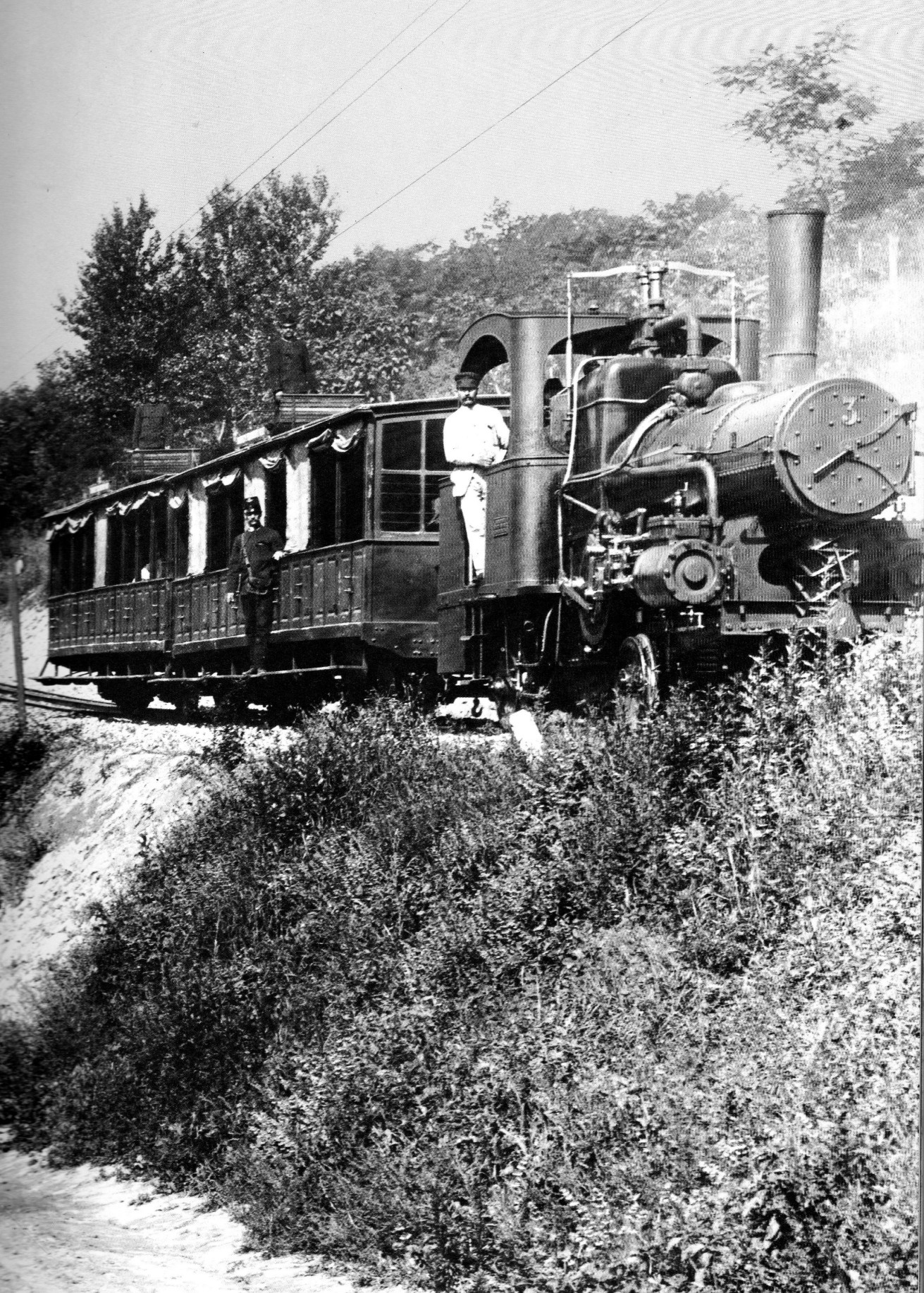
Потяг старої зубчастої залізниці в 1896 році

Дозвіл на будівництво зубчастої залізниці Будапешта було отримано 3 липня 1873 року, будівельною компанією Нікласа Ріггенбаха. Будівництво розпочалося відразу, і вже через рік залізниця була введена в експлуатацію. 16:00 24 червня 1874 року почав рух перший потяг Будапештської зубчастої залізниці, регулярний рух розпочався вже наступного дня. Вся залізнична лінія базувалась на принципі роботи приводу із зубчастим колесом Ріггенбаха, що монтувалось на вісь локомотиву. Залізниця працювала на паровій тязі. Ширина колії становила 1435 мм, довжина — 2883 м. Перепад висот залізниці між станціями становив 264 м.
У 1880 роках через активне використання Будапештської зубчастої залізниці постало питання про її розширення. В 1890 році це завдання було виконано, довжина залізниці зросла до 3700 м. У 1929 році відбулась електрифікація залізниці. Потяги рухались між початковою та кінцевою станціями кожні 15 хвилин.
1973 року проведено реконструкцію та заміну потягів зубчастої залізниці Будапешту, через зношуваність обладнання. Цю подію було приурочено до 100-річчя об'єднання міст Буди, Пешта та Обуда в Будапешт. Було знято старі зубчасті системи із потягів, що працювали на системі Нікласа Ріггенбаха на систему стійки Еміля Страба. Підведено більшу напругу до електромоторів локомотивів — 1500 В (було 550~600 В).

## Галерея

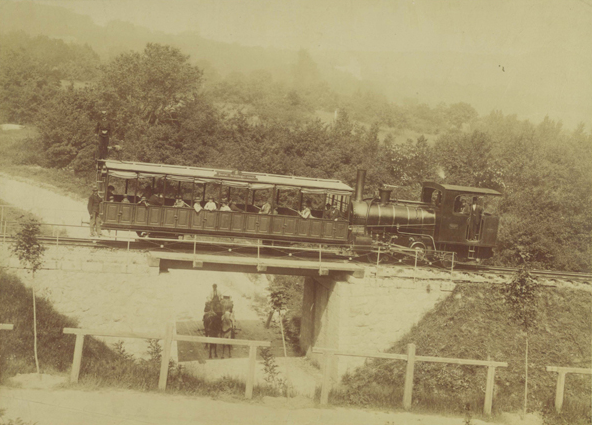
Потяг Будапештської зубчастої залізниці в 1890 році
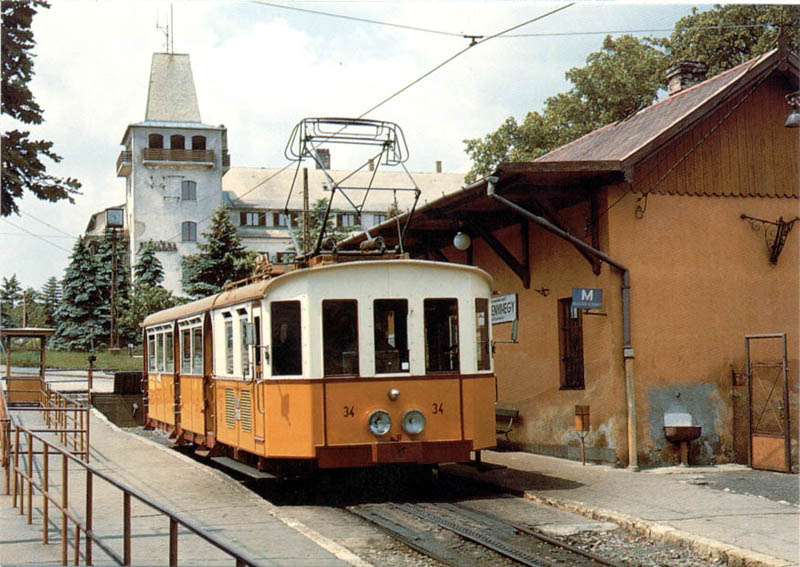
Електропотяг зубчастої залізниці Будапешту на станції Сечені у 1973 році
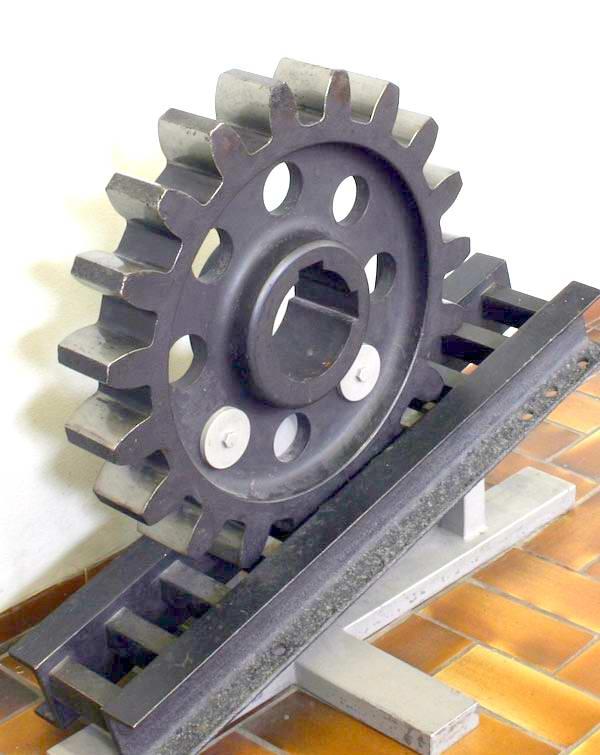
Система Riggenbach
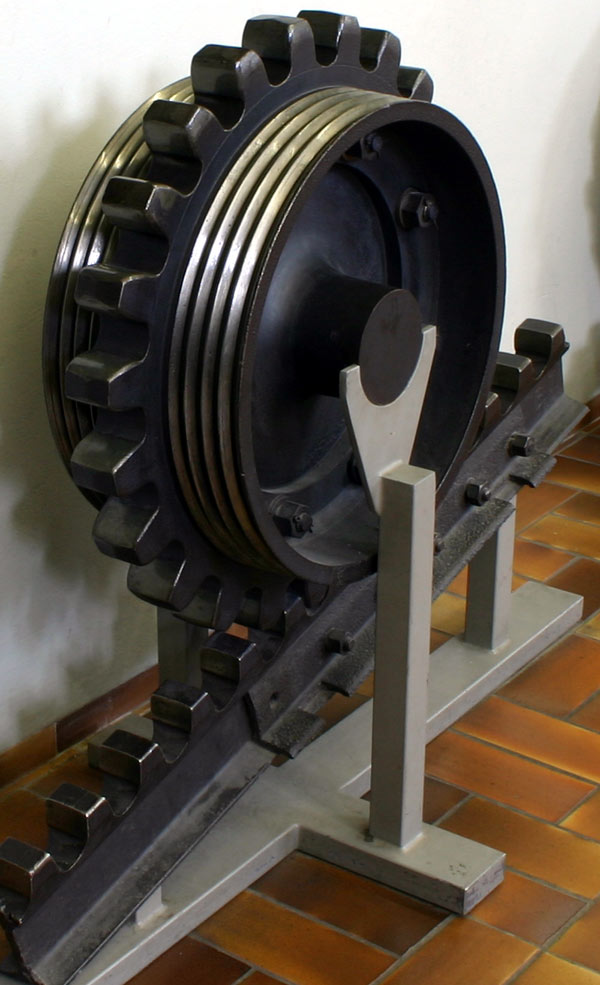
Система Strub

## Корисна інформація про трамвай №60
Маршрут зубчастого трамвая № 60: від Варошмайор (Városmajor) до гори Сечені (Széchenyi-hegy).
Час роботи: трамвай ходить за розкладом, який вивішено на кожній зупинці. Від Варошмайор перший трамвай відходить о 4:57 ранку, а останній у 23 годині.
Вартість проїзду: оскільки трамвай відноситься до системи громадського транспорту, то діє звичайний квиток (350 форинтів разова поїздка).
Як дістатися до Варошмайор:
- На трамваї — № 4 і № 6, які йдуть до площі Széll Kálmán tér (для них ця кінцева зупинка);
- на метро — M2 (червона лінія) доїхати до станції з такою ж назвою — Széll Kálmán tér;
- на автобусі — № 22, № 22а, № 39, № 91, № 116, № 128, № 129, № 149, № 155, № 156, № 222.